# 杀手13
《杀手13》（中国大陆官方译为）是由育碧巴黎开发、除OS X版被Feral Interactive发行外，育碧在大多数平台发布的第一人称射击游戏。游戏大体上改编自1984年比利时同名五卷装漫画小说，完全的漫画书风格的卡通渲染世界展示了困惑失忆的主角“杀手13”杰森·弗莱（Jason Fly）寻找他身份的经历。被一名救生员发现在海滩上搁浅的弗莱被指控谋杀美国总统。这一指控后来作为误杀被泄露，而弗莱发现他自己正面临着一个旨在推翻政府的20人团伙（XX）。
游戏在Microsoft Windows、PlayStation 2、Xbox、GameCube和OS X上发行。游戏的重造版、文字冒险游戏《杀手13：失落的身份》（XIII: Lost Identity）于2011年10月17日在PC、Mac、iPhone和iPad发行。遊戲的重製版《殺手13》於2020年11月發售。

## 玩法

爆头时出现拟声词字幕。

游戏是一款在某些任务带有匿踪和动作的第一人称射击游戏。游戏以在失忆中苏醒的主角杀手13为中心。他在全部13个章节和54个任务中使用各种武器和小工具来解开他的身份之谜。游戏中的角色和武器是卡通渲染的，给人一种刻意制造的包括为声效设计的包含在气泡内的拟声词在内的漫画书风格外观。游戏采用当时最新的引擎虚幻引擎2代，因为它“对关卡设计而言非常强大”，提供“利用一个引擎覆盖全部平台”的开发模式。画面被拿来与《未来街头涂鸦小子》和《网际极速赛车》比较。开发商认为外观反映出漫画书，以卡通手法创新了对暴力的描写，乃至溅出血液的展示。
游戏包括16款武器，从小刀到巴祖卡火箭筒，从乌兹冲锋枪到M60通用机枪。瓶子、椅子和扫帚等物件可以用作武器。克维拉防弹衣、头盔和急救箱分散在所有地图中。人物可被挟持为人质或用作肉盾，阻挡敌人向主角开火。开锁器用来解锁门，爪锚用来爬墙。通过“第六感”，杀手13可以在脚步声信号的帮助下于墙壁后面偷听敌人的对话。隐形操作包括绞杀敌人或隐藏尸体。顶部会在爆头时出现字幕，或为玩家弹出线索或提示。

### 多人模式
多人模式最多16个玩家。游戏设有三个标准模式，每个系统都有独有的模式。团队死亡竞赛、死亡竞赛、夺旗赛、破坏赛是Xbox和PC平台独占的，猎杀模式是PC、PS2和GameCube独占的，升级战是PC和PS2独占的。根据平台的不同，在线和离线模式（对阵机器人）的玩家数目为4到16人。GameCube版没有任何在线模式，而PC版不包括多屏模式，但包括地图编辑器。死亡竞赛有13张地图，外加一张团队死亡竞赛地图，夺旗赛和破坏赛则分别有5张和3张地图。玩家可以在10种不同的角色外观中作选择，但用于PC玩家的非官方皮肤包则额外提供99款外观，最新的版本是2.0。也可以下载四种额外的动物皮肤（鲨鱼、鸭、蝙蝠、狗和海鸥）。由于他们的身躯没有现实中的比例，新手或经验不充足的玩家在辨认皮肤的实际躯体时可能会面临困难。由于软件不包括任何反作弊保护，单人模式和多人模式都可以作弊。
在死亡竞赛中，所有玩家相互厮杀，最强的玩家获胜。团队死亡竞赛是类似的，但玩家需要组成两支队伍。而在夺旗赛中，玩家必须从敌人的基地夺取旗帜并把它带到己方基地。而破坏赛则需要一支队伍在三个不同的地方设定炸弹，而另一方必须保护这些地区。如果时间超出限制，护卫方获胜（除非时间设为无穷）。炸弹总是可以一开头在团队基地里寻获，携带炸弹的玩家必须等待12秒才能投放炸弹，在随后的引爆中寻找庇护。在追猎赛中，玩家必须朝幽灵开枪，而它中弹后会逐渐变小。玩家只能用一个武器，猎枪，也可以用它射击人类对手。升级战是死亡竞赛的一种，里面有包含特殊、临时技能的盒子，包括隐身和加速，可以在整个地图中找到。

## 剧情
故事在描绘美国总统威廉·谢里登（William Sheridan）遇刺案的介绍性组镜头中开启。主角杰森·弗莱（大卫·杜考夫尼配音）在纽约布鲁克林的布莱顿海滩醒来。身负重伤的他被一名救生员救起并带进海滩小屋。他失去了他的全部记忆，他所拥有的全部东西只有一条保险柜钥匙。他的右侧肩膀纹有罗马数字XIII。之后他被刺客“猫鼬”（The Mongoose）带领的一伙袭击者攻击，弗莱在整个游戏里与他们有过数场战斗。然而，他后来被联邦调查局视作谋杀案的主犯而逮捕。一张照片证实他就是凶手。13在女军人琼斯（Jones）的帮助下顺利逃离总部。弗莱的其他盟友的其中一位是退伍军人、琼斯的上司本·卡林顿（Ben Carrington），他知道总统死亡的有价值信息，愿意帮助13。然而，他被逮捕并带到阿巴拉契亚山的一个军事站，好让他对阴谋保持沉默。如果要了解他的过去，13必须渗入基地解救卡林顿。
在接下来的故事中，玩家得知主角被真凶冒用了身份。谋杀是一场旨在推翻美国政府的阴谋的一部分。为了掩藏他们的身份，20个共犯拥有代号，并将共同地将他们称为“XX”。13就是他们其中一员，但后来被XX背叛和谋杀。带着阻止政变的目标，其中一名成员披上13的外衣以迷惑对手，迫使它制造错误。主角在早期13的幌子下，成功揭露大部分的同谋并杀死他们，阻碍阴谋发生。游戏带着一个悬念结束，弗莱在船上碰到遇害总统的弟弟、阴谋的明显领导者（尽管在游戏中未经证实）沃尔特·谢里登（Walter Sheridan），随后出现续集的承诺 。

## 开发和宣传

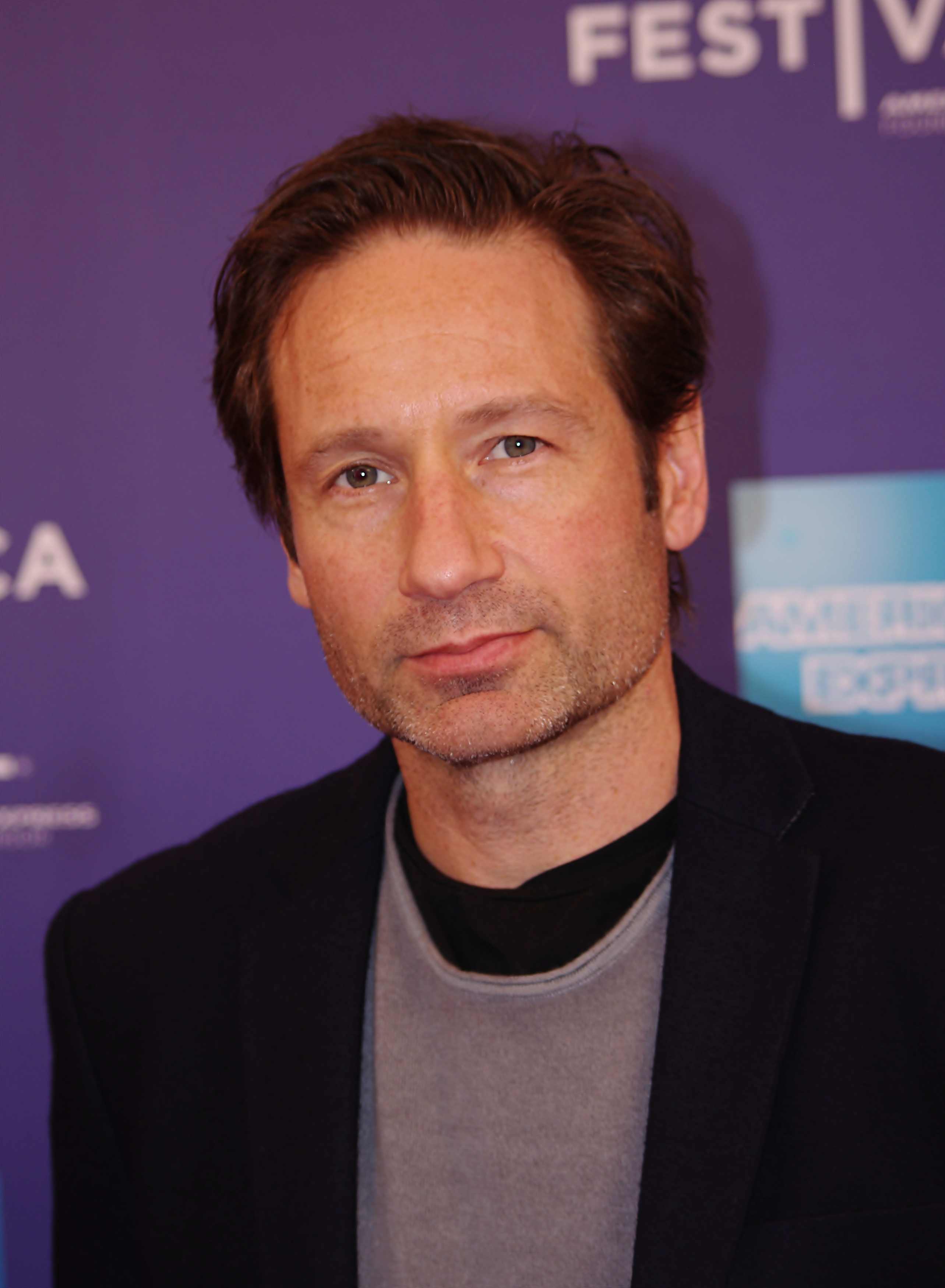
大卫·杜考夫尼为主角配音

育碧于2002年3月13日将制作一款名为《杀手13》的游戏。游戏改编自比利时人让·范·汉默的同名漫画书作品，育碧娱乐主席洛朗·德托克（Laurent Detoc）表示，游戏将打造“一个让玩家瞬间爱不释手的非常独特和迷人的世界。”游戏在蒙特利尔的一场活动中亮相，随后又于2002年5月与《毁灭战士3》、《马克思·佩恩2》和《魔兽争霸III：混乱之治》等作品一同亮相E3大展。2002年11月22日，育碧宣布游戏延期上市，但公司尚未给出原因。GameSpot的贾斯汀·卡尔弗特（Justin Calvert）猜测拖延下来的时间会用来彻底检查游戏和执行其他平台上出现的附加功能。
2003年5月7日，育碧宣布歌手、演员兼模特伊芙将为女主角琼斯配音。育碧营销副总裁托尼·基（Tony Kee）表示，她是该角色的完美之选，承认她有着“个性、性感和态度——诠释了琼斯性感的完美属性的结合体”。两个月后，另外两个主要的配音角色也被公布，大卫·杜考夫尼将扮演杰森·弗莱，而卡灵顿将由亚当·韦斯特扮演。8月19日，官方网站上线，发布了介绍游戏玩法的电影和信息。育碧在9月4日启动预购，承诺提供设有多人模式和配乐的免费试玩版。基承诺试玩版“将给玩家刚刚好的13号来吊吊他们的食欲”，“将会是育碧的破纪录预购活动。”
游戏于9月到10月在秋季高校巡展（Fall College Tour）中推广。巡展从康奈尔大学起步，在南加州大学收官，提供游戏演示，也可以透过50块屏幕的GamePort系统进行游玩。另一个只有多人模式的试玩版于10月2日发布，但bug的发现导致它被删除。不同的修复版试玩于次日发布。Xbox玩家在12月15日有机会赢取50份游戏。该活动名为“圣诞倒数13天”（13 Days to Xmas）：那些在圣诞节期间花在游戏上的时间少于13小时的玩家符合比赛资格。获奖者将于1月9日随机抽取。

## 原声带
游戏原声带《The Thirteen Soundtrack》由多位来自旧金山音乐唱片公司Future Primitive Sound的艺术家作曲。共有13首曲目被制作，它们全部没有名字。在小册子中，每个DJ都有专责的角色，例如DJ浮士德（Faust）和Shortee负责13号，DJ Zeph负责卡灵顿，J-Boogie's Dubtronic Science负责猫鼬。专辑以引子开头，随后包含受欢迎的典型70年代音乐，如灵魂乐、放克、爵士，还有嘻哈乐，创始人和团队的“创意总监”马克·赫利希（Mark Herlihy）表示，原声带计划是由他五六年前在一场演出中碰到的朋友皮特·雅各布（Pete Jacobs）发起的。研究人物和故事情节后，团队决定采用反应间谍活动主题的黑色和未来主义风格。速度范围为每秒105拍到120拍。
赫利希后来表示，他们“想在这张专辑中捕捉游戏的精髓，展现其怀旧风格，同时赋予节拍现代意味”，他们的目的是“透过音乐讲故事，创造一个无缝的引发共鸣的混音，这将补充游戏的能量，得到玩家的大肆宣传。”IGN的评论员给予专辑8星评价（满分10星），表示“这是一张制作得专业的专辑，背景氛围透出一股渗人的寒意，但它非常适合兼作在小型派对的舞池中旋转晃动身姿的音乐”，但也表示玩家在玩游戏时迅速地把音乐抛到九霄云外是可以理解的。他总结道专辑“跳出爵士化电子音乐的恐惧兴奋感”。

## 评价
游戏获得评论家总体上褒贬不一的评价。评论聚合网站GameRankings和Metacritic给予PlayStation 2版76.62%和73分（满分100分，下同）、Xbox版76.31和74分、GameCube版75.65%和73分和PC版73.83%和72分的评价。
评论家通常称赞游戏的画面风格和表现，同时批评游戏玩法。GamePro称它是一次“回复青春、令人惊叹的体验”。IGN表示“《杀手13》有着一个伟大剧情驱动的光辉，但在它的核心层面，游戏的分量被一些偶尔扑朔迷离的缺陷拉低，除了低迷的武器和弱智的战斗。”GameZone也批评了战斗，表示“如果不是画面承载着游戏运行的重担，《杀手13》将会是一款无聊的游戏。枪战是游戏系统中最棒的部分，也恰好是最不平衡的一部分”。《Edge》表示游戏有着“真正的艺术价值：它永远不会过时，每一个章节都用每分钟的关心照顾引入注目。如果游戏系统契合杰出的艺术方向，它将会一个不可思议的成就。”GameSpy批评画面和多人模式，并得到结论“认真地作出评判，《杀手13》是一款很好的游戏......只是别期待它成为年度FPS，因为不幸的是，它配不上。”
《GamesTM》表示“这就是口碑大杂烩情况之一——天赋的闪光和真正欢乐的成功时刻、不平衡的武器伤害带来偶尔的进退不得、笨拙的AI和需要内存作出惊人壮举的奇数位不公平的关卡设计。”Eurogamer称游戏“是一个有缺陷的天才之作。一款充满多样性和大多数用粉碎规律性经受我们的办公室考验的大多数流水线作品所缺乏的新鲜感。Game Revolution称赞游戏的剧情、图形风格、配音和配乐，而批评游戏玩法“过于简单，在某些情况下为了得到FPS而让人感到无聊”。《电子游戏月刊》的三位评论员给予游戏6.5/6.5/6.5的评分。第一位评论员乔·菲尔德（Joe Fielder）表示“你很难再找到一款比《杀手13》在视觉上更加惊人的游戏”，却抱怨“无数挫败感的堆积使得《杀手13》的繁琐胜过快感。”第三篇评论的作者格雷格·福特（Greg Ford）表示其“风格、剪辑和剧情都很棒，但实际上游戏系统相当平反”；他总结道，“但如果你需要一个坚实的射击补丁，《杀手13》会做得很好。它没有致命的缺陷和让你身临其境的由阴谋串起的剧情”。
尽管评价积极，游戏的销量表现低过预期。2010年，UGO将游戏列入“需要续集的游戏”榜单的第七位。

## 续集
游戏的重制版《杀手13：迷失的身份》（XIII: Lost Identity）由Anuman于2011年11月15日在Windows、Mac、iPhone和iPad平台发布。游戏不含多人对战，是一款单机冒险游戏。